# Martín de Loyola
Martín de Loyola es una pequeña localidad del Departamento Gobernador Dupuy, en el sur de la provincia de San Luis, Argentina.
Se encuentra sobre la RP 3 en la intersección con la RP 47.

## Toponimia
Toma el nombre de Martín García Óñez de Loyola, militar español del siglo XVII, gobernador de Chile.

## Población
Cuenta con 78 habitantes (Indec, 2010), lo que representa un descenso del 31% frente a los 113 habitantes (Indec, 2001) del censo anterior.
| Gráfica de evolución demográfica de Martín de Loyola entre 1991 y 2010 |
|                                                                        |
| Fuente: Censos nacionales del INDEC                                    |